# 贝拉里亚-伊贾马里纳

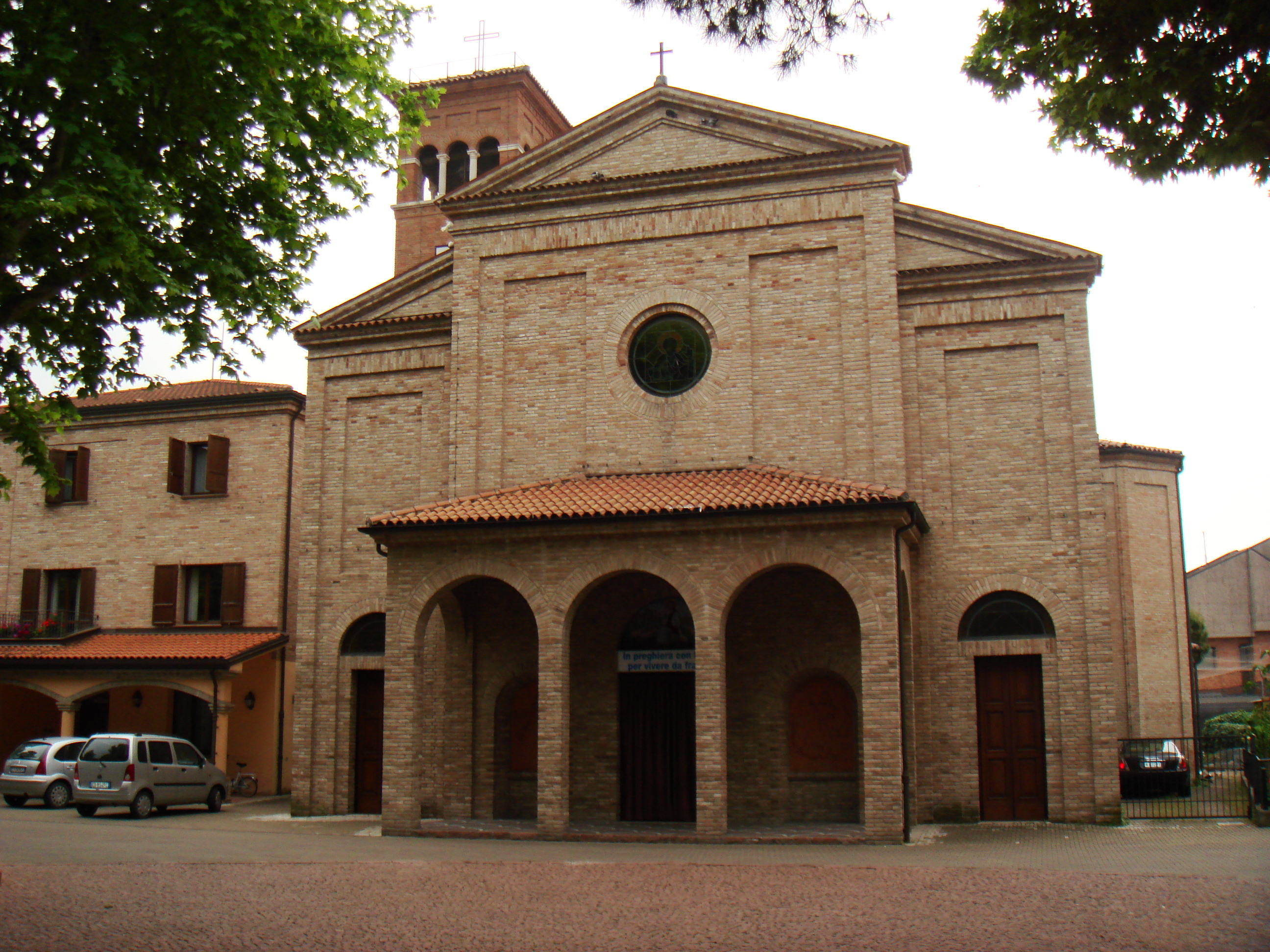
当地教堂

贝拉里亚-伊贾马里纳（義大利語：Bellaria – Igea Marina）是意大利艾米利亚-罗马涅大区里米尼省的一个市镇，面积18平方公里，人口17,956人（2007年）。